# Saigon Maru
La Saigon Maru fu una nave mercantile armata giapponese attiva nella seconda guerra mondiale.
La corsara si guadagnò una certa notorietà, anche se, a onor del vero, le prodezze delle navi corsare giapponesi sarebbero rimaste per almeno mezzo secolo archiviate in dossier riservati sia giapponesi che statunitensi.
Insieme alle altre navi della medesima categoria, la Saigon Maru fu scelta in virtù della sua grande autonomia e velocità. Camuffata con false torri, finti fumaioli, finti sovrastrutture e carichi contraffatti, celava, ben nascosto, un potente armamento da incrociatore ausiliario attrezzato per la guerra contro il traffico mercantile alleato.
La Saigon Maru fu completata nel 1937 nei cantieri Kokusai Kisen K.K. di Tokyo per conto della società armatrice Nippon Yusen Kaisha (NYK).
La nave era stata commissionata per essere utilizzata per trasportare passeggeri e merci varie lungo la rotta Yokohama-Liverpool, facendo tappa ad Amburgo.
Il 23 novembre 1941 la Marina Imperiale giapponese la requisì, e il 25 novembre 1941 ebbe inizio la conversione in corsara.
Il 10 dicembre 1941 veniva registrata presso il Distretto Navale di Kure e posto sotto il comando del capitano Sakuma Masao.
Il 29 gennaio 1942 la Saigon Maru, insieme alla Bangkok Maru, veniva assegnata alla Divisione di Sicurezza di Kure del Distretto Navale di Kure della Marina Imperiale giapponese, poste sotto il comando dell'Ammiraglio Soemu Tojoda.